# مطبخ توليفي
المطبخ التوليفي هو نوع من فنون الطهي يجمع بين عناصر تنتمي إلى تقاليد مطبخية متعددة، تعود أصولها إلى بلدان أو مناطق جغرافية أو ثقافات مختلفة. لا يُصنف هذا النوع ضمن إطار نمطٍ مطبخي واحد محدد، بل كان له حضور ملحوظ في مطابخ العديد من المطاعم المعاصرة منذ سبعينيات القرن العشرين.
أُدرج مصطلح المطبخ التوليفي ضمن قاموس أكسفورد الإنجليزي عام 2002، حيث عُرّف بأنه: «أسلوب في الطهي يمزج بين المكونات وطرائق التحضير المأخوذة من دول أو مناطق أو جماعات عرقية متنوّعة؛ ويُطلق هذا المصطلح كذلك على الطعام المُعدّ وفقًا لهذا الأسلوب».

## الفئات
ينشأ الطعام التوليفي من خلال دمج تقنيات طهي متنوعة تنتمي إلى ثقافات مختلفة، بهدف ابتكار نوع جديد من المأكولات. على الرغم من أن الطهاة هم في الغالب من يبتكر هذا النوع من الأطباق، لكن التوليف في المطبخ قد يحدث بصورة طبيعية. تنبع المطابخ المندمجة من منطقة جغرافية واحدة (مثل مطابخ شرق آسيا والمطابخ الأوروبية)، أو من منطقة فرعية (مثل مطبخ جنوب غرب الولايات المتحدة أو مطبخ نيو مكسيكو)، أو من دولة بعينها (مثل المطبخ الصيني، الياباني، الكوري، الفرنسي، أو الإيطالي).
ازداد انتشار المطاعم الآسيوية التوليفية في عدة بلدان مثل الولايات المتحدة والمملكة المتحدة وأستراليا، حيث تُقدّم أطباق من شرق آسيا وجنوبها وجنوب شرقها جنبًا إلى جنب، أو تُطرح أطباق مستوحاة من مزيج هذه الثقافات. تُعد مأكولات كاليفورنيا مثالًا على ثقافة الطهي التوليفية، فهي تستمد إلهامها من إيطاليا وفرنسا والمكسيك وفكرة الجواهز الأوروبية، إضافة إلى شرق آسيا، لتعيد تقديم أطباق تقليدية باستخدام مكونات غير تقليدية، مثل بيتزا كاليفورنيا. أما في أستراليا، فإن الهجرة لعبت دورًا في إعادة تشكيل مفهوم المطبخ التوليفي، حتى بات اليوم جزءًا مألوفًا من ثقافة الطعام في العديد من المقاهي والمطاعم، ويُعد مطعم تيتسويا في سيدني -المتخصص بالمطبخ الآسيوي التوليفي- من بين الأعلى تصنيفًا ضمن قائمة أفضل 50 مطعمًا في العالم.
في المملكة المتحدة، يُنظر إلى طبق السمك مع البطاطا بوصفه أحد أقدم صور الطعام التوليفي، إذ يجمع بين مكونات ذات أصول يهودية وفرنسية وبلجيكية.
يُشار أحيانًا إلى المطبخ الفلبيني بوصفه أول مطبخ آسيوي توليفي، إذ يجمع بين التقاليد والمكونات المحلية وبين مطابخ متباينة مثل المطبخ الصيني والإسباني والماليزي والتايلاندي والمنغولي، وذلك نتيجة لتاريخ استعماري معقّد وطويل. يُعد المطبخ في ماليزيا (وكذلك في إندونيسيا) مثالًا آخر على فن الطهي التوليفي، إذ يدمج بين التقاليد المالاوية والجاوية والصينية والهندية، مع لمسات خفيفة من المطبخ التايلاندي والبرتغالي والهولندي والبريطاني. أما مطبخ أوقيانوسيا، فهو يمثّل بدوره توليفة من المطابخ الخاصة بجزر المحيط الهادئ المختلفة، ما يجعله مثالًا حيًا على الانصهار الثقافي في فنون الطهي.

## الأنواع
شكل آخر من أشكال الطعام التوليفي يتمثل في استخدام نكهات ومكونات تنتمي إلى ثقافة معينة، بهدف إعادة ابتكار طبق من ثقافة مختلفة، وإضفاء لمسة جديدة عليه. على سبيل المثال، تُعد بيتزا التاكو نموذجًا يجمع بين المطبخين الإيطالي والمكسيكي، إذ تُحضر البيتزا باستخدام مكونات مألوفة في أطباق التاكو، مثل جبن الشيدر وجبن بيبر جاك، وصلصة السالسا، والفاصوليا المهروسة، وغيرها من الإضافات المكسيكية.
طُبقت مقاربات مشابهة في السوشي التوليفي، يُلف الماكي باستخدام أنواع أرز ومكونات غير تقليدية مثل: أرز بسمتي بالكاري، أو الجبن مع صلصة السالسا وأرز إسباني، أو لحم الضأن المفروم المتبّل مع الكبر وأرز يوناني داخل ورق عنب، ما يشبه من حيث الشكل والجوهر طبق الدولما المعكوس.
بعض أنواع المأكولات التوليفية تجاوزت كونها مجرد تجارب معاصرة وأصبحت تمثل جزءًا من هوية مطبخ وطني، كما هو الحال مع المطبخ النيكي في البيرو ـــوهو مزيج بين النكهات والتقنيات اليابانية والمكونات البيروفية مثل فلفل الأجي البحري والمأكولات البحرية. يُعد طبق ماكي أسيفيشادو أو رول السيفيتشي من أبرز رموز هذا المطبخ، حيث يُلف السيفيتشي مع شرائح الأفوكادو على طريقة الماكي.
أما في المملكة العربية السعودية، فقد بدأ التركيز على استثمار الموارد لحماية التراث الثقافي وتعزيزه. في مدينة جدة تحديدًا، أسفر تلاقح الثقافات الأفريقية والآسيوية مع النكهات السعودية ـــولا سيما التوابل المحليةـــ عن ولادة أطباق توليفية جديدة بدأت تنتشر هذه الأطباق في أرجاء المنطقة والمملكة.

## نبذة تاريخية
لقد وجد المطبخ التوليفي منذ آلاف السنين بوصفه شكلًا من أشكال التبادل الثقافي بين الشعوب، على الرغم من أن مصطلح المطبخ التوليفي لم يُصغ بشكل رسمي إلا في أواخر القرن العشرين. منذ القرن السادس عشر، بدأت ملامح المزج بين مطابخ الثقافات المختلفة بالظهور، إذ تكيفت المجتمعات مع المكونات وأساليب الطهي الوافدة من حضارات أخرى، مما أدى إلى نشوء أطباق جديدة تعكس روح الانصهار الحضاري.

### الاستعمار
يُعد الطعام التوليفي إرثًا باقيًا من عصور الاستعمار، إذ أدى التبادل التجاري الاستعماري إلى تداول المكونات الغذائية بين الثقافات، ونتج عن ذلك أطباق جديدة تحمل بصمات مختلطة. فمثلًا، نشأ البان ميه في الهند الصينية الفرنسية، كمزيج بين المكونات الفرنسية كالخبز الباغيت والتقاليد الفيتنامية. أما الفطائر الجامايكية، فهي إعادة تصور للفطائر الأوروبية المحشوة، مع إدخال البهارات والفلفل الحار المستقدم من مستعمرات الإمبراطورية البريطانية في آسيا وأفريقيا. من جهة أخرى، نشأت الرامن اليابانية ـــوالتي كانت تُعرف باسم شينا سوبا (شوربة المعكرونة الصينية)ـــ خلال احتلال الإمبراطورية اليابانية لأراضٍ صينية في أواخر القرن التاسع عشر وبدايات القرن العشرين. كان للخدم المحليين الأصليين دور محوري في نشوء هذه الأطباق، فقد ساهموا بفعالية في مزج المكونات وأساليب الطهي المختلفة، وابتكار وصفات جديدة تحمل روح التلاقح الثقافي.
بموازاة ابتكار الأطباق، أدخل الاستعمار أيضًا أبعادًا طبقية إلى المطبخ، حيث أصبح الطعام رمزًا لرأس المال الثقافي يُستخدم لفرض أنماط استهلاك جديدة. فمثلًا، كانت ممارسة السكان الأصليين في البيرو لأكل خنازير غينيا تُدان وتُعد متوحشة، وقد حُظرت لفترة طويلة حتى بدأت حركات محلية حديثة تدعو إلى استعادة الممارسات الغذائية التقليدية. ومع ذلك، أدى هذا التهميش إلى طمس جزء كبير من المعارف التراثية الغذائية في المجتمعات الأصلية. ما تزال هذه التسلسلات الهرمية حاضرة ـــكما يرى بعض النقّادـــ في مفاهيم الطعام التوليفي المعاصر، إذ يُصور أحيانًا على أنه محاولة من المطبخ الأوروبي لترقية المطابخ الأخرى وجعلها عصرية. تمتد النقاشات الاستعمارية إلى الخطاب حول أصالة الأطعمة، مثل انتقادات المستشرقين لطعام المهاجرين الذي أضفي عليه الطابع العرقي.

### التكيف مع الأذواق المحلية
في ظل تصاعد وتيرة العولمة وتزايد التداخل بين الثقافات والمطابخ عبر الحدود، بات فن الطهي يشهد تطورًا مستمرًا ليتماشى مع أذواق المجتمعات المحلية -وهي ظاهرة تُعرف باسم التوطين المعولم، وهو مصطلح مُركّب يجمع بين كلمتي العولمة والتوطين. في هذا السياق، يظهر المطبخ التوليفي في بعض الأحيان كنتيجة مباشرة لهذا التفاعل، خصوصًا من خلال المطاعم متعددة الجنسيات، وعلى وجه التحديد سلاسل الوجبات السريعة. يُعد ماكدونالدز مثالًا بارزًا على هذا النموذج من التوسع العابر للحدود، إذ إن قوائم طعامها تتكيف بما «يعكس الأذواق والتقاليد المحلية في كل بلد تتواجد فيه مطاعمنا»، بحسب تعبيرهم الرسمي. لا تقتصر هذه التعديلات على الجوانب الذوقية فقط، بل تمتد أيضًا إلى مراعاة المعتقدات الدينية والقوانين الغذائية في كل منطقة. في الهند، على سبيل المثال، تغيب لحوم البقر والخنزير عن قوائم الطعام التزامًا بالمحرمات الدينية السائدة، وهو ما يوضح كيف يمكن للعولمة الغذائية أن تتقاطع مع الخصوصيات الثقافية والدينية في آن واحد.